# マルクス・ニルソン (バレーボール)
マルクス・ニルソン（Marcus Nilsson、1982年10月7日 - ）はスウェーデンの男子バレーボール選手。ポジションはオポジット。スウェーデン代表。

## 来歴
- クラブチーム

Torup出身。1998年、RIG Falköpingへ入団。2001/02シーズンはHylte/Halmstad VBKでプレーし国内リーグ準優勝となった。。2002/03シーズンはイタリアセリエA2のPinuccio Capurso Volley Gioiaでプレーした。2003/04シーズンから2年間はギリシャリーグのPanellinios GSでプレーし、同チームを1部リーグ昇格に導いた。2005/06シーズンはフランスリーグのパリ・バレーに移籍し、リーグ制覇に貢献した。2006/07シーズンから3年間はギリシャリーグのIraklis Thessalonikiでプレーし、2006/07、2007/08シーズンでリーグ2連覇に貢献し、リーグMVPに選ばれた。2008/09シーズンの欧州チャンピオンズリーグで銀メダルを獲得した。2009/10シーズンはロシアリーグのDynamo Kaliningradでプレーし、2010/11シーズンはイタリアセリエA1のVolley Piacenzaでプレーした。2011/12シーズンはポーランドプラスリーガのKPS Kielceと契約し、途中でカタールのAl Rayyan S.C.へ移籍した。2012/13シーズンはロコモティフ・ノヴォシビルスクでプレーしロシアスーパーリーグ5位、スーパーカップで準優勝した。欧州チャンピオンズリーグで優勝に導き、自身はMVPとベストスコアラー賞を受賞した。2013/14シーズンはKuzbass Kemerovoへ移籍し2年間在籍した。2015/16シーズンはトルコリーグのZiraat Bankası Ankaraでプレーした。2017/18シーズンはZenit St. Petersburgと契約し、リーグ準優勝となった。2018/19シーズンから再びスウェーデンのHylte/Halmstad VBKと契約し、5年間プレーした。2020/21、2021/22、2022/23シーズンの国内リーグで3連覇に貢献した。
- 代表チーム

スウェーデン代表として世界選手権欧州大陸予選、欧州選手権予選などに出場した。

## 受賞歴
- 2005年　2004/05ギリシャリーグ　ベストスコアラー賞、ベストサーバー賞
- 2007年　2006/07ギリシャリーグ　ベストオポジット賞
- 2008年　2007/08ギリシャリーグ　MVP、ベストオポジット賞
- 2013年　2012/13欧州チャンピオンズリーグ　MVP、ベストスコアラー賞
- 2016年　2015/16トルコリーグ　ベストサーバー賞、ベストアウトサイドヒッター賞
- 2021年　スウェーデンカップ　ベストスコアラー賞

## 所属クラブ
- Hylte/Halmstad VBK（2001-2002年）
- Pinuccio Capurso Volley Gioia（2002-2003年）
- Panellinios GS（2003-2005年）
- パリ・バレー（2005-2006年）
- イラクリス・テッサロニキ（2006-2009年）
- Dynamo Kaliningrad（2009-2010年）
- パッラヴォーロ・ピアチェンツァ（2010-2011年）
- KPS Kielce（2011-2012年）
- Al Rayyan S.C.（2012年）
- ロコモティフ・ノヴォシビルスク（2012-2013年）
- Kuzbass Kemerovo（2013-2015年）
- Ziraat Bankası Ankara（2015-2017年）
- Zenit St. Petersburg（2017-2018年）
- Hylte/Halmstad VBK（2018-2023年）